# Barraca VI (Aiguamúrcia)
La Barraca VI és una obra d'Aiguamúrcia (Alt Camp) inclosa a l'Inventari del Patrimoni Arquitectònic de Catalunya.

## Descripció
Es tracta d'un aixopluc integrat dins l'estructura d'un marge. La seva originalitat rau precisament en que la seva entrada la trobarem a l'extrem d'aquest marge, on hi ha un petit clos. El portal d'accés és dovellat, i al seu damunt unes lloses sobresurten a tall de ràfec.
Estava tancat amb una porta. La seva planta interior és rectangular i amida: fondària 3'80m. Amplada 1'27m. La seva orientació és Sud.
Està cobert mitjançant aproximació de filades i tapat amb 5 lloses.
La seva alçada màxima és de 1'60m.